# Combat de rencontre
Un combat de rencontre, ou une bataille de rencontre, est un combat se déroulant lorsque deux forces armées en transit, se déployant ou se repliant, doivent subitement se faire face, sans avoir pris le temps de fortifier des positions défensives ou de planifier une offensive.

## Exemples
Guerres napoléonniennes
- Bataille d'Amstetten (1805)

Guerre de Sécession
- Bataille de la Wilderness (1864)

- Bataille de Wilson's Wharf (1864)

Guerre franco-prussienne
- Bataille de Wissembourg (1870)

Première Guerre mondiale
- Bataille de Rossignol (1914)

Deuxième Guerre mondiale
- Bataille de Prokhorovka (1943)